# Championnats du monde de slalom (canoë-kayak) 1959
Navigation
Championnats du monde de slalom 1957 Championnats du monde de slalom 1961
Les 6e Championnats du monde de slalom en canoë-kayak  se sont déroulés en 1959 à Genève, en Suisse (pour la deuxième fois avec ceux de 1949) sous l'effigie de la Fédération internationale de canoë.

## Note
La catégorie mixte C-2 par équipe et la catégorie femmes K-1 par équipe n'ont pas eu lieu lors de ces championnats.

## Podiums

### Femmes

#### Kayak
| Epreuve     | Or                   | Points | Argent                | Points | Bronze                 | Points |
| Folding K-1 | Hilde Urbaniak (FRG) |        | Anneliese Bauer (GDR) |        | Inge Walthermate (FRG) |        |

### Hommes

#### Canoë
| Epreuve        | Or                                                                           | Points | Argent                                                               | Points | Bronze                                                     | Points |
| C-1            | Vladimir Jirasek (TCH)                                                       |        | Manfred Schubert (GDR)                                               |        | Karl-Heinz Wozniak (GDR)                                   |        |
| C-1 par équipe | Tchécoslovaquie Ludek Benes Vaclav Janovsky Vladimir Jirasek                 |        | Allemagne de l'Est Karl-Heinz Wozniak Gert Kleinert Manfred Schubert |        | Suisse Manfred Bardet Jean-Claude Tochon Marcel Roth       |        |
| C-2            | Allemagne de l'Est Dieter Friedrich Horst Kleinert                           |        | Tchécoslovaquie Václav Havel Josef Hendrych                          |        | Allemagne de l'Est Dieter Göthe Lothar Schubert            |        |
| C-2 par équipe | Allemagne de l'Est Friedrich / Kleinert Goethe / Schubert Glöckner / Seifert |        | Tchécoslovaquie Zihak / Lansky Havel / Hendrych Horyna / Kny         |        | Suisse Dussuet / Kadrnka Enz / Hiltbrand Pessina / Zürcher |        |

#### Kayak
| Epreuve                | Or                                                             | Points | Argent                                         | Points | Bronze                                            | Points |
| Folding K-1            | Paul Farrant (GBR)                                             |        | Eberhard Gläser (GDR)                          |        | Heinz Bielig (GDR)                                |        |
| Folding K-1 par équipe | Allemagne de l'Est Eberhard Gläser Heinz Bielig Günther Möbius |        | Tchécoslovaquie Jan Para Vladimir Cibak Kostal |        | Allemagne de l'Ouest Manfred Vogt Samhuber Vogler |        |

### Mixte

#### Canoë
| Epreuve | Or                                             | Points | Argent                                            | Points | Bronze                                              | Points |
| C-2     | Allemagne de l'Est Rita Behrend Manfred Merkel |        | Allemagne de l'Est Margitta Troger Günther Merkel |        | Allemagne de l'Est Ellen Krügel Siegfried Seidemann |        |

## Tableau des médailles
| Rang  | Nation               | Or | Argent | Bronze | Total |
| ----- | -------------------- | -- | ------ | ------ | ----- |
| 1     | Allemagne de l'Est   | 4  | 5      | 4      | 13    |
| 2     | Tchécoslovaquie      | 2  | 3      | 0      | 5     |
| 3     | Allemagne de l'Ouest | 1  | 0      | 2      | 3     |
| 4     | Royaume-Uni          | 1  | 0      | 0      | 1     |
| 5     | Suisse               | 0  | 0      | 2      | 2     |
| Total | Total                | 8  | 8      | 8      | 24    |